# Martina Colombari
Martina Colombari, née le 10 juillet 1975 à Riccione, est une actrice et mannequin italienne.

## Biographie
Elle a été Miss Italie en 1991. Elle a joué dans des téléfilms et des séries télévisées. Elle a épousé le joueur de football Alessandro Costacurta le 16 juin 2004.
L'année 2017 a également vu Martina Colombari s'engager activement sur plusieurs fronts. Sur le plan professionnel, elle a participé en tant que Juré à The Dot Circle (2017), la deuxième édition du prix littéraire dédié à Doc Fiction, un récit entre chronique et fiction. Au Campidoglio de Rome, elle a été la Marraine du Prix De Sanctis pour la non-fiction. Pour la première fois, Martina et son mari montent sur scène ensemble en tant qu'invités et orateurs à Tempo delle Donne, un événement du Corriere della Sera. Parallèlement, elle poursuit son engagement social en se consacrant à la fondation Francesca Rava NPH Italia et en participant en tant qu'activiste à Every Child is my Child, un projet pour lequel Martina est également coauteur du livre du même nom.
En 2018, elle participe en tant qu'invitée et oratrice aux "BedTalks" pour le lancement du premier Student Hotel en Italie à Florence. Elle participe également en tant qu'oratrice à la conférence annuelle Corporate Social Responsibility Report du groupe Ferrero avec le Comité national olympique italien (Coni). La même année, Martina Colombari a témoigné lors du lancement de la nouvelle Mercedes Benz Classe A.

## Filmographie partielle

### Au cinéma
- 1998 : Paparazzi de Neri Parenti